# Bongiovanni (cognome)
Bongiovanni è un cognome di lingua italiana.

## Varianti
Bongi, Bongioanni.

## Origine e diffusione
Il cognome è tipicamente centro-settentrionale.
Potrebbe costituire l'unione dei cognomi Boni e Giovanni, risultando quindi variante di entrambi.
La variante Bongi è toscana; Bongioanni è ligure e piemontese.

## Persone
- Giuseppe Bongiovanni (...–1915) – arbitro di calcio e calciatore italiano
- Lidia Bongiovanni (1914-1998) – velocista e altista italiana
- Luigi Bongiovanni (1866-1941) – generale e politico italiano